# Sylph
Albums de CoCo
Share
(1992) Sweet & Bitter
(1994)
Compilations par CoCo
CoCo Personal Best
(1993)
Singles
Sylph est le 5e album original du groupe de J-pop CoCo, sorti en 1992.

## Présentation
L'album sort le 16 décembre 1992 au Japon sous le label Pony Canyon, aux formats CD et K7, neuf mois seulement après le précédent album original du groupe, Share. C'est le premier album de CoCo enregistré par la formation à quatre membres, sans Azusa Senō qui a quitté le groupe en mai précédent. Il atteint la 29e place du classement des ventes de l'Oricon, et reste classé pendant quatre semaines ; c'est alors l'album le moins vendu du groupe et son plus faible classement d'un disque. 
L'album contient neuf pistes, dont trois titres déjà parus en face A ou B des deux derniers singles d'alors, sortis depuis le départ de Senō : Natsuzora no Dreamer et Yokohama Boy Style. Les titres ont été écrits par divers artistes, dont Neko Oikawa qui a écrit les paroles de deux d'entre eux (titres n°5 et n°8). 
Quatre des nouvelles chansons sont interprétées en solo par chacune des membres, avec les autres aux chœurs. L'une d'elles, Shabon no Tameiki, sera remaniée pour figurer sur la compilation des membres du groupe en solo CoCo Personal Best qui sortira l'année suivante. 

## Liste des titres
| 1. | Asayake Riverside (あさやけリバーサイド)                                            | 3:53 |
| 2. | Natsuzora no Dreamer (夏空のDreamer)                                                | 4:02 |
| 3. | Fuyu no Biryūshi (冬の微粒子) (par Rieko Miura avec CoCo)                           | 4:42 |
| 4. | Shabon no Tameiki (シャボンのため息) (par Maki Miyamae avec CoCo)                   | 4:08 |
| 5. | Miss Lonely (Miss LONELY) (par Mikiyo Ōno avec CoCo)                                | 4:31 |
| 6. | Yuki no Hi wa Dareka no Koto wo (雪の日は誰かのことを) (par Erika Haneda avec CoCo) | 3:46 |
| 7. | Yasashisa no Hōsoku (やさしさの法則) (face B de Natsuzora no Dreamer)               | 4:21 |
| 8. | Yokohama Boy Style (横浜Boy Style)                                                  | 4:20 |
| 9. | Kimi wo Iku (君を行く)                                                              | 4:34 |